# Palaustruikzanger
De Palaustruikzanger (Horornis annae; synoniem: Cettia annae) is een zangvogel uit de familie Cettiidae.

## Verspreiding en leefgebied
Deze soort is endemisch op Palau, een land in Oceanië.